# Broad Peak
Pour les articles homonymes, voir Broad.
Le Broad Peak est un sommet culminant à 8 051 mètres d'altitude, à la frontière entre la Chine et le Pakistan, dans le Karakoram. Il constitue le douzième plus haut sommet du monde. Sa première ascension a été réussie le 9 juin 1957 par les Autrichiens Hermann Buhl, Kurt Diemberger, Marcus Schmuck et Fritz Wintersteller. Leur itinéraire, par l'éperon ouest puis le final par l'arête nord, est devenu la voie normale empruntée par la quasi-totalité des alpinistes, les autres voies étant rarement répétées.

## Toponymie
En 1892, l'explorateur William Martin Conway lui donne le nom de Broad Peak (littéralement « large pic ») en raison de sa ressemblance avec le Breithorn (littéralement « corne large ») dans les Alpes. Le nom Falchen Kangri est une traduction littéralement en balti mais n'est pas utilisé parmi cette population. 

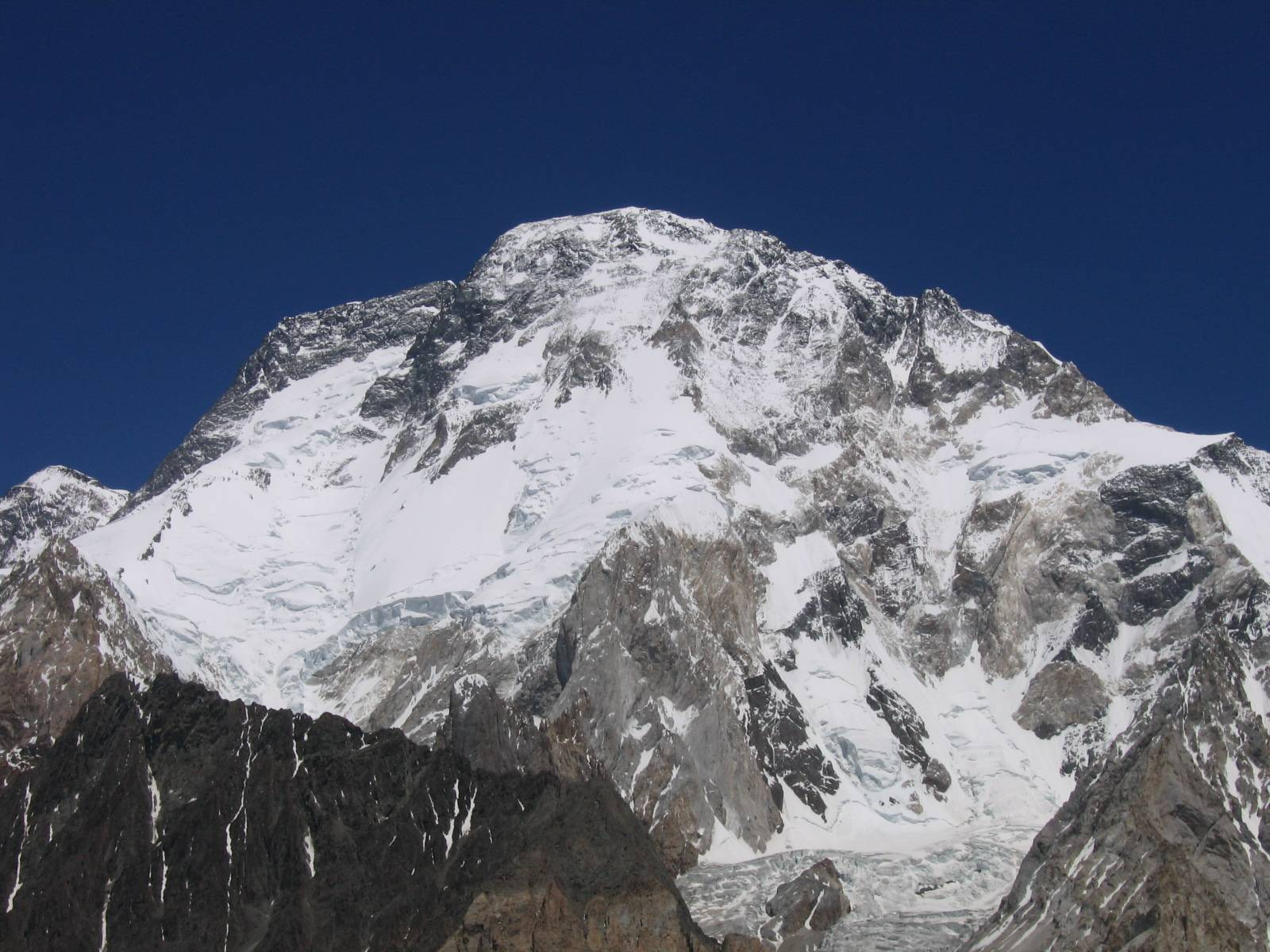
Vue du Broad Peak.
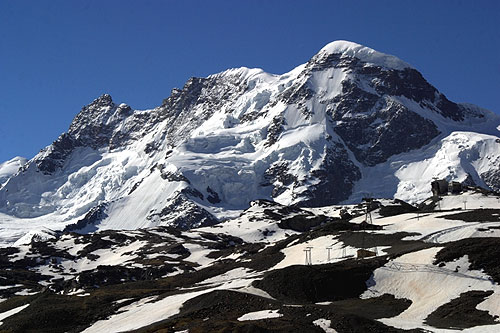
Vue du Breithorn.

## Géographie

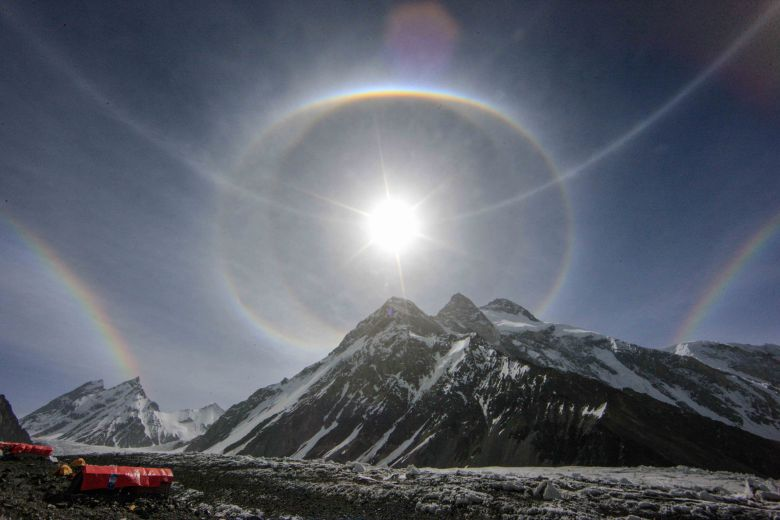
Vue des trois cimes du Broad Peak.

Le Broad Peak est situé à la frontière entre l'Ouest de la Chine et le Nord-Est du Pakistan, entre la préfecture de Kachgar dans la région autonome du Xinjiang, au nord, et le district de Shigar dans le territoire du Gilgit-Baltistan, au sud. Les deux versants sont revendiqués par l'Inde. La montagne se trouve à 105 kilomètres au nord-est de Skardu et à 410 kilomètres au sud de Kachgar. Elle s'élève à 8 051 mètres d'altitude dans le chaînon du Gasherbrum, au sein du Baltoro Muztagh, un massif du Karakoram, ce qui en fait le douzième plus haut sommet au monde. Sa proéminence par rapport au Gasherbrum I est de 1 701 mètres mais le plus proche sommet de plus de 8 000 mètres d'altitude est le K2 à 8,4 kilomètres au nord-nord-ouest. 
Il possède trois sommets. Le sommet sud, point culminant de la montagne, domine le sommet central (8 016 m) et le sommet nord (7 490 m, entièrement au Pakistan). Le Broad Peak alimente sur son versant ouest le glacier Godwin-Austen, un affluent du glacier du Baltoro,.

## Histoire
Au XIXe siècle, le Broad Peak est identifié par le colonel Montgommery et par le topographe Henry Haversham Godwin-Austen.
Le massif du Gasherbrum est exploré pour la première fois en 1909 par Louis-Amédée de Savoie et Vittorio Sella,. L'altitude du Broad Peak est calculée en 1926 par Kenneth Mason. En 1954 a lieu la première tentative d'ascension par une expédition allemande menée par Karl-Maria Herrligkoffer par le versant sud-ouest ; elle échoue à cause d'une tempête et du froid extrême.
En mai 1957, une expédition autrichienne dirigée par Marcus Schmuck fait une première tentative d'ascension ; une antécime à 8 030 mètres d'altitude est atteinte dans le brouillard. Schmuck parvient à réaliser la première ascension le 9 juin, en présence de Hermann Buhl, qui devient la première personne à avoir réalisé deux premières sur des sommets de plus de 8 000 mètres, ainsi que de Fritz Wintersteller et de Kurt Diemberger, par l'arête ouest, et en style alpin,.
Le sommet central est vaincu le 26 juillet 1975 par une expédition polonaise dirigée par Janusz Ferenski ; Kaziemierz Glazek, Marek Kasicki, Janusz Kulis, Bohdan Nowaczyk et Andrzej Sokorski parviennent au sommet ; trois meurent dans la descente. Le sommet nord est gravi le 28 juin 1983 par Renato Casarotto, membre du Club alpin italien, par l'arête septentrionale,.
La première ascension par une femme, la Polonaise Krystyna Palmowska, est réalisée cette même année 1983.
Krzysztof Wielicki réalise la première ascension d'un « 8 000 » en moins de 24 heures, en solitaire, en 1984. Le 17 juillet, Jerzy Kukuczka et Wojciech Kurtyka effectuent la première traversée intégrale du sommet nord, du sommet central et du sommet sud.
Le 4 août 1992, les  Espagnols Òscar Cadiach, Enric Dalmau et Lluis Ràfols, avec l'Italien Alberto Soncini, réalisent la première ascension par le versant oriental chinois et parviennent au sommet central. Le 9 juillet 1994, le Mexicain Carlos Carsolio ouvre une voie par les arêtes ouest et sud-ouest et le versant nord-ouest.
En 2003, Jean-Christophe Lafaille réalise la première ascension en solitaire sans oxygène du Broad Peak.
Le 25 juillet 2005, Denis Urubko et Sergueï Samoilov réalisent la première du versant sud-ouest et cela en style alpin. Le 17 juillet 2008, Valery Babanov et Victor Afanasiev ouvrent une nouvelle voie dans le versant nord-ouest.
En 2008, Élisabeth Revol réalise le triplé Broad Peak - Gasherbrum II - Gasherbrum I en solitaire sans oxygène en seize jours au cours de l'expédition « Himalaya Light ». C'est la première fois qu'une femme réalise trois « 8 000 » de cette manière.
En juillet 2010, l'Espagnol July Alberto Inurrategi réalise l'ascension vers le col séparant le sommet nord du sommet central, par le versant occidental, puis atteint successivement les trois cimes du Broad Peak.
Le 5 mars 2013, Maciej Berbeka, Adam Bielecki, Tomasz Kowalski et Artur Małek réussissent la première ascension hivernale. Le Broad Peak est le douzième sommet de plus de 8 000 mètres à être gravi en hivernal et le dixième à être gravi en premier en hivernal par une équipe polonaise. Durant la descente, Maciej Berbeka et Tomasz Kowalski n'atteignent pas le camp IV (à 7 400 m) et sont déclarés disparus. Le 7 mars, Krzysztof Wielicki, le responsable de l'expédition, dit qu'il n'y a plus de chances de les retrouver vivants. Le 8 mars, ils sont déclarés morts et l'expédition est terminée.
En juillet 2015, le Polonais Andrzej Bargiel effectue l'ascension malgré des conditions défavorables et de grandes quantités de neige. Partant du camp III, il est accompagné par le cinéaste Dariusz Załuski (pl) mais ce dernier abandonne à 7 400 mètres d'altitude. Andrzej Bargiel atteint seul le sommet et devient le premier homme à effectuer la descente à skis. Effectuant une courte pause au camp III, il atteint le camp de base trois heures après sans avoir déchaussé ses skis.
Le parapentiste et aventurier français Antoine Girard survole le Broad Peak le 23 juillet 2016 au cours d'un vol d'environ sept heures et 120 kilomètres, à une altitude maximale de 8 157 mètres, une première mondiale.
Le 19 juillet 2022, l'alpiniste français Benjamin Védrines réalise sans oxygène l'ascension de la voie normale en 7 h 28 depuis le camp de base. À une vitesse ascensionnelle moyenne d'environ 420 m/h, personne jusque-là n'avait été aussi rapide sur un 8 000.

## Ascension

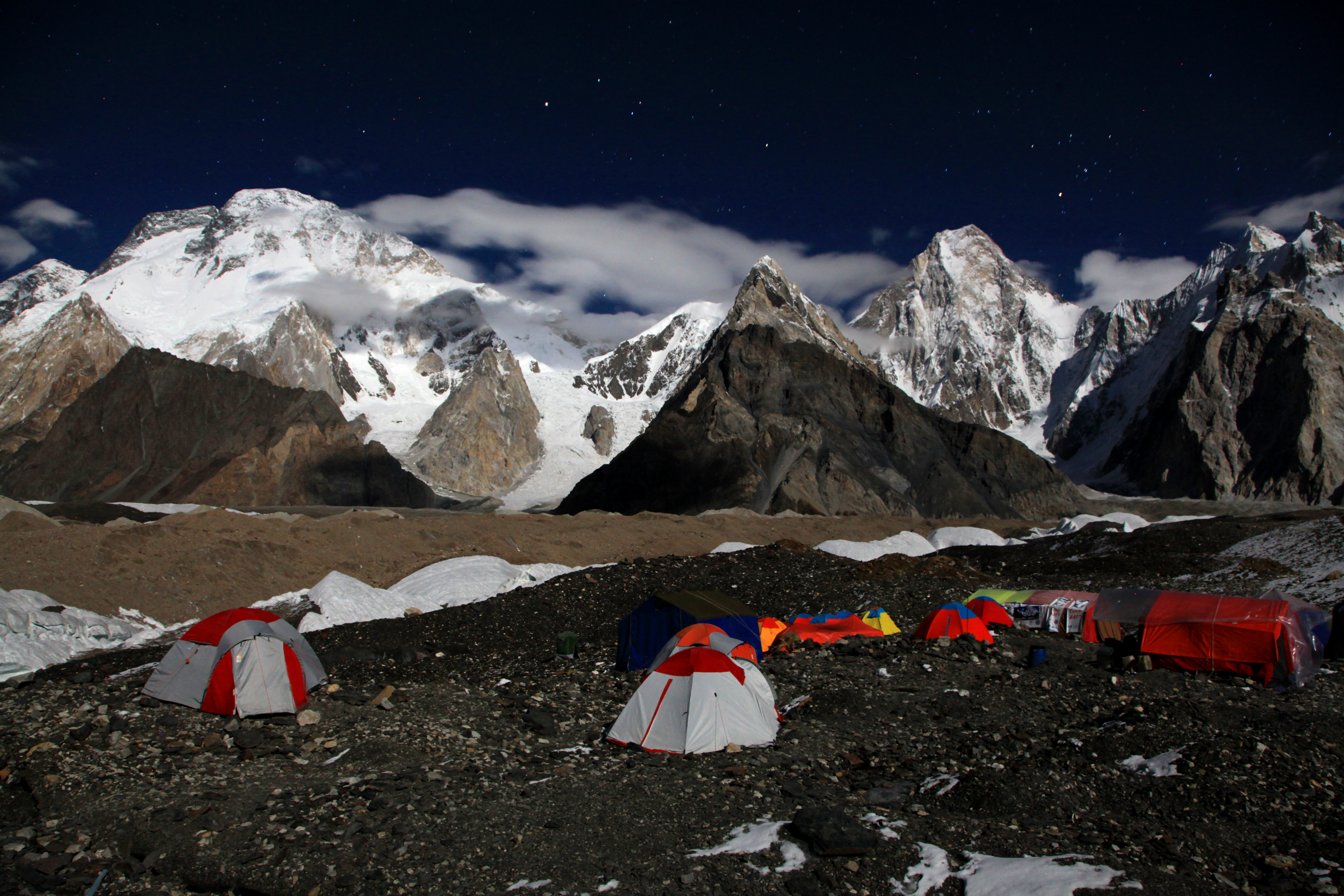
Vue du Broad Peak (à gauche) et du Gasherbrum IV depuis le camp de base à Concordia.

La voie normale reste celle de 1957, par l'éperon ouest et l'arête nord. Début 2009, 374 des 385 alpinistes étant parvenus au sommet avaient emprunté cette voie.
Fin 2009, sur les 385 ascensions réussies par 381 alpinistes différents (4 répétitions), incluant les guides, 27 l'étaient par des femmes ; 24 étaient décédés au cours de l'ascension,. C'est le Japon qui était alors en tête avec 50 alpinistes, devant l'Espagne (45) et l'Italie (34).

## Dans la culture
K2 est un jeu de société créé par Adam Kałuża avec pour trame l'ascension de la montagne. La première extension de ce jeu, intitulée Broad Peak, a pour sujet l'ascension de ce sommet.
Un biopic intitulé Broad Peak sorti sur Netflix en 2022 retrace l'ascension de Maciej Berbeka.